# Pujols (Żyronda)
Pujols – miejscowość i gmina we Francji, w regionie Nowa Akwitania, w departamencie Żyronda.
Według danych na rok 1990 gminę zamieszkiwały 573 osoby, a gęstość zaludnienia wynosiła 77 osób/km² (wśród 2290 gmin Akwitanii Pujols plasuje się na 662. miejscu pod względem liczby ludności, natomiast pod względem powierzchni na miejscu 1247.).